# Yvridiosuchus
Yvridiosuchus (betekent 'hybride krokodil') is een geslacht van uitgestorven machimosauride crocodyliformen uit de Cornbrashformatie uit het Midden-Jura (Bathonien) van Engeland en de Sommet de la Grande Oolithe, Calvados, Frankrijk. De enige benoemde soort is Yvridiosuchus boutilieri.

## Naamgeving
In 1821 meldde William Conybeare een fossiele schedel, specimen OUMNH J.1401 gevonden bij Enslow Bridge. Het werd gelabeld als Crocodylus oxoniensis. In 1868 benoemde Jacques Amand Eudes-Deslongchamps een Steneosaurus boutilieri gebaseerd op een schedel gevonden bij Longues en ooit aan zijn zoon Eugène Eudes-Deslongchamps geschonken door een zekere Boutilier die het stuk weer verworven had van de Duitse handelaar Soemann. J.A. Eudes-Deslongchamps meende dat de naam C. oxoniensis geen prioriteit had omdat die slechts op een label aanwezig was en nooit eerder was gepubliceerd. Hij wees OUMNH J.1401 toe aan Steneosaurus boutilieri. In 1944 werd de Franse schedel vernietigd tijdens het bombardement op Caen.
In 2019 benoemden Michela Johnson, Mark T. Young en Stephen Brusatte een apart geslacht Yvridiosuchus met als combinatio nova Yvridiosuchus boutilieri. De nieuwe geslachtsnaam moest uitdrukken dat het taxon een tussenvorm was maar werd per abuis afgeleid van het Nieuwgrieks zodat 'Hybridosuchus' een Yvridiosuchus werd. OUMNH J.1401 werd als neotype aangewezen.
Toegewezen werd specimen OUMNH J.29580, een schedel met onderkaken, tweemaal eerder benoemd, als Teleosaurus brevidens en Steneosaurus meretrix omdat zich niet bewust was dat men het inventarisnummer veranderd had. Dit waren dus objectieve jongere synoniemen van elkaar en zijn nu subjectieve jongere synoniemen van Yvridiosuchus. Verder zijn toegewezen de specimina OUMNH J.1403, een schedel, en OUMNH J.1404, een stel onderkaken.

## Beschrijving
In 2019 werden enkele autapomorfieën vastgesteld, unieke afgeleide eigenschappen. De voorste tak van het verhemeltebeen is U-vormig. De middelste breedte van het retroarticulair uitsteeksel van de onderkaak, de achterste hefboom waarmee de muil geopend wordt, is aanzienlijk smaller dan de groeve van het kaakgewricht.
Verder is de snuit, even hoog als breed, matig lang en is de schedel bedekt met aderkanalen, putjes en groeven, vooral op het prefrontale en het traanbeen. Het prefrontale is ongeveer gelijk in doorsnede aan de oogkas. De binnenste gewrichtsknobbel van het quadratum is kleiner dan de buitenste. Er zijn fenestrae antorbitales aanwezig. De tanden zijn kegelvormig en stomp. Er staan vier tanden in de praemaxilla en minstens negenentwintig in het bovenkaaksbeen. Alle tanden zijn voorzien van snijranden. De maxillaire tanden hellen niet naar voren en zijn niet overdwars afgeplat.

## Fylogenie
Yvridiosuchus is het oudst bekende lid van Machimosaurini, een clade van grote, roofzuchtige machimosauriden met krachtige kaken en tanden. Yvridiosuchus is benoemd omdat het kenmerken heeft van zowel eerdere machimosauriden als de afgeleide machimosaurinen, zoals conische, stompe tanden. Het bestond naast de meer generalistische machimosauride Deslongchampsina.